# ميكو إريك
ميكو إريك (بالفنلندية: Mikko Erich)‏ هو محامي وسياسي فنلندي، ولد في 6 ديسمبر 1888، وتوفي في 28 ديسمبر 1948. انتخب عضو برلمان فنلندا ‏.